# Hemorroidopexia mecânica
Hemorroidopexia Mecânica ou Procedimento para Prolapso de Hemorróidas (PPH) é um termo surgido após o advento da técnica de tratamento de hemorróidas com grampeador. Corresponde à remoção de uma faixa circular de mucosa do reto. A técnica tem como resultado fixar o prolapso do tecido hemorroidário de forma que as hemorróidas não mais se exteriorizem aos esforços.